# NGC 6329
NGC 6329 est une vaste galaxie elliptique située dans la constellation d'Hercule. Sa vitesse par rapport au fond diffus cosmologique est de 8 089 ± 13 km/s, ce qui correspond à une distance de Hubble de 119,3 ± 8,4 Mpc (∼389 millions d'al). NGC 6329 a été découverte par l'astronome français Édouard Stephan en 1876.
En raison d'une brillance de surface égale à 14,08 mag/am2, on peut qualifier NGC 6329 de galaxie à faible brillance de surface (LSB en anglais pour low surface brightness). Les galaxies LSB sont des galaxies diffuses (D) avec une brillance de surface inférieure de moins d'une magnitude à celle du ciel nocturne ambiant.